# هبة الله علي صغير شريم
هبة الله علي صغير شريم برلماني وشاعر يمني، عضو في مجلس النواب، عن الدورة البرلمانية 2003-2009 والكتلة البرلمانية لنواب حزب المؤتمر الشعبي العام عن الدائرة الانتخابية رقم (170) بمحافظة الحديدة.

## فترة المجلس
باتفاق عرف بأسم «إتفاق فبراير» تمددت فترة المجلس لمدة عامين، وبقيام ثورة الشباب اليمنية لم تُجرَ الانتخابات، وبحسب إتفاق المبادرة الخليجية تمددت لمدة عامين آخرين حتى 2013.

## أعماله الأدبية
كتب القصيدة الفصيحة والعامية، وله قصائد مغناة. وهو عضو في اتحاد الأدباء والكتاب اليمنيين والاتحاد العام للأدباء العرب. له كتاب مخطوط بعنوان «اللهجة العامية في اليمن»، ومجموعة شعرية لم تصدر.